# Nhữ (họ)
Nhữ là một họ của người châu Á. Họ này có ở Việt Nam và Trung Quốc (chữ Hán: 汝, Bính âm: Rǔ). Họ này đứng thứ 462 trong danh sách Bách gia tính.

## Người Việt Nam họ Nhữ nổi tiếng
- Nhữ Văn Lan, nhà khoa bảng và quan triều Lê sơ trong lịch sử Việt Nam
- Nhữ Thị Thục, thân mẫu của Trình Quốc công Nguyễn Bỉnh Khiêm thời Mạc
- Nhữ Hoàng Đê, người vợ, người bạn chiến đấu luôn sát cánh cùng chồng là Phó Thập đạo Tướng quân Nguyễn Minh dẹp loạn phò giúp vua Đinh
- Nhữ Thị Nhuận, con gái thứ hai của Thiềm sự Nhữ Tiến Duyệt, cháu nội Tiến sĩ Nhữ Tiến Dụng
- Nhữ Đình Toản, đại thần nhà Lê trung hưng trong lịch sử Việt Nam
- Nhữ Văn Úy, cựu dân biểu Việt Nam Cộng Hòa
- Nhữ Thị Minh Nguyệt, nữ Thiếu tướng của Công an nhân dân Việt Nam
- Nhữ Văn Tâm, thẩm phán và chính trị gia người Việt Nam
- Nhữ Thị Tý,phu nhân của thị trưởng TP Hà Nội  Trần Duy Hưng
- Nhữ Tiến Dụng, nhà khoa bảng và quan triều Lê Trung Hưng trong lịch sử Việt Nam
- Nhữ Đình Hiền, nhà khoa bảng và quan đại thần triều Lê Trung Hưng trong lịch sử Việt Nam
- Nhữ Trọng Thai, nhà khoa bảng (Đình Nguyên, Bảng nhãn) và quan đại thần triều Lê Trung Hưng trong lịch sử Việt Nam
- Nhữ Công Trấn (Công Chân), nhà khoa bảng và quan đại thần triều Lê Trung Hưng trong lịch sử Việt Nam
- Nhữ Bá Sỹ, nhà văn, thơ, giáo dục triều Nguyễn trong lịch sử Việt Nam

## Người Trung Qưốc họ Nhữ nổi tiếng
- Nhữ Cưu, hiền nhân Thương triều
- Nhữ Vi, học giả, quan viên Tống triều